# N.T. Atomic System
N.T. Atomic System è il primo album in studio del gruppo musicale italiano New Trolls Atomic System, pubblicato nel 1973 dalla Magma.

## Descrizione
Le prime due tracce fanno esplicito riferimento all'album Senza orario senza bandiera, più precisamente ai brani Padre O'Brien e Ho veduto, mentre il brano Quando l'erba vestiva la terra, con le sue imponenti e raffinate orchestrazioni sintetizzate, è considerato da molti uno dei pezzi più suggestivi di ambito New Trolls.
L'album è stato ristampato in vinile nel 1976 in Italia con il titolo Una notte sul Monte Calvo e in Germania come Night on the Bare Mountain, entrambi contenenti il singolo Una notte sul Monte Calvo come bonus track, Nel 1996 l'album è stato ripubblicato anche nel formato CD con il titolo originario.

## Tracce
Testi e musiche di Vittorio De Scalzi e Giorgio D'Adamo, eccetto dove indicato.

### LP
Lato A
1. La nuova predica di Padre O'Brien – 6:40
2. Ho visto poi – 7:28
3. Tornare a credere – 8:30

Lato B
1. Ibernazione – 5:45 (Vittorio De Scalzi, Giorgio D'Adamo, Renato Rosset)
2. Quando l'erba vestiva la terra – 7:15
3. Butterfly – 8:05 (Vittorio De Scalzi)

### CD
1. La nuova predica di Padre O'Brien – 6:46
2. Ho visto poi – 7:21
3. Tornare a credere – 8:36
4. Una notte sul Monte Calvo (Bonus Track) – 3:30 (musica: Modest Mussorgsky)
5. Ibernazione – 5:49 (Vittorio De Scalzi, Giorgio D'Adamo, Renato Rosset)
6. Quando l'erba vestiva la terra – 7:16
7. Butterfly – 4:39 (Vittorio De Scalzi)

## Formazione
Crediti tratti dalla riedizione nel 1996.
Gruppo
- Vittorio De Scalzi – pianoforte, chitarra solista, flauto, ARP String Ensemble, spinetta, voce
- Giorgio D'Adamo – basso
- Renato Rosset – pianoforte, Hammond, moog, mellotron, pianoforte elettrico
- Giorgio Baiocco – sassofono tenore, flauto, Eminent
- Tullio De Piscopo – batteria
- Ramasandiran Somusundaram – percussioni
- Anna e Giulietta – cori

Altri musicisti
- Piero Darini – voce di sottofondo in Butterfly

Produzione
- Alberigo Crocetta – produttore (per lo Studio G. Genova)
- Gianluigi Pezzera – tecnico del suono
- Pierluigi Molinari – visore al mixaggio